# 반짝이는 박수 소리
반짝이는 박수 소리(Glittering Hands)는 대한민국 다큐멘터리 영화이다. 이길보라가 감독을 맡았으며, KT&G 상상마당이 배급을 맡아 2015년 4월 23일 개봉했다.
청각장애 부모를 둔 건청인 아이(CODA) 로서 자라난 감독 자신의 가족 이야기를 다루었다. 2013년 서울국제여성영화제에서 다큐멘터리 옥랑 문화상과 관객상을 받았으며 사전제작지원을 받아 이듬해 2014년 서울국제여성영화제에서 월드 프리미어로 상영되었다.
한국 수화에서 박수는 양손을 펼쳐 양쪽 귀에서 손을 흔드는 동작으로 표현한다. 영화의 제목 반짝이는 박수 소리는 이 수화 표현을 가리킨다.

## 출연

### 주연
- 이상국
- 길경희
- 이길보라
- 이광희

### 조연
- 정임순
- 이미나
- 이유나
- 이상원

## 기타
- 조연출: 성준용
- 사운드디자인: 표용수
- 광고디자인: 최지웅
- 광고디자인: 박동우
- 광고디자인: 이동형
- 프로덕션 디자이너: 전지현
- 예고편: 김익진
- 예고편: 박동신
- 후반작업지원: 김형희
- 후반작업지원: 김동민
- 후반작업지원: 이혜진
- 배급/마케팅: 진명현
- 배급/마케팅: 서윤희
- 배급/마케팅지원: 김신형
- 배급/마케팅지원: 장지선
- 수화통역: 김현철
- 사운드편집: 고은하
- 사운드편집: 함현경

## 수상
- 2013년 제15회 서울국제여성영화제 다큐멘터리 옥랑문화상, 관객상
- 2014년 제8회 여성인권영화제 관객상
- 2014년 제15회 장애인영화제 대상